# Noblesse oblige

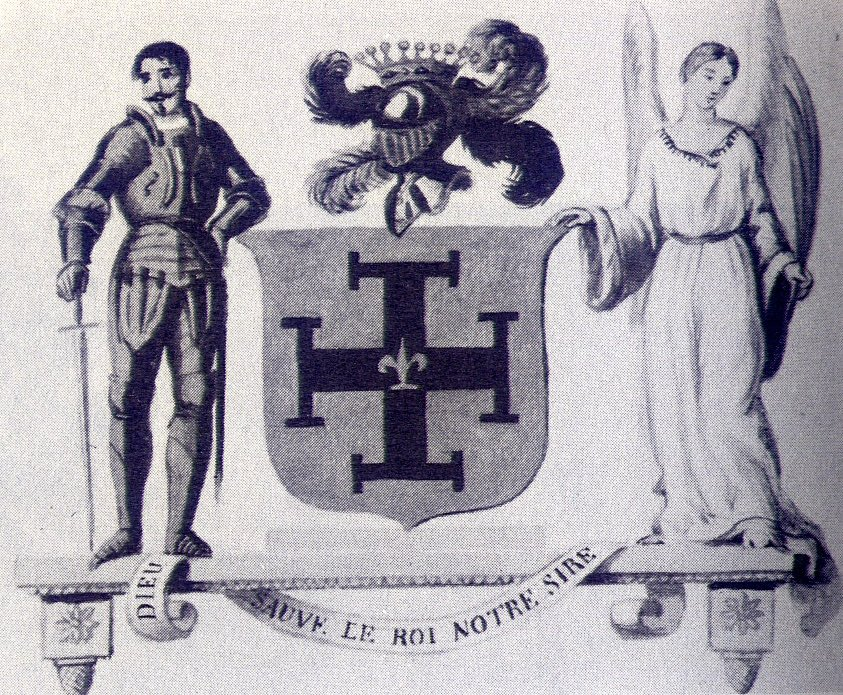

Noblesse oblige (фр.: [la nɔblɛs ɔbliʒ] ( прослухати)) або Шляхетність зобов'язує — французький крилатий вираз, що став використовуватись в багатьох мовах в оригінальному вигляді й означає, що шляхетність це більше ніж просто привілеї та знатність, а вимагає від людини, яка має такий статус, виконувати соціальні обов'язки.
В Оксфордському словнику англійської мови зазначено, що цей термін буквально має сенс: «шляхетне походження передбачає шляхетну поведінку».
Dictionnaire de l'Académie française визначає цей вираз так: Хто претендує на шляхетність, той повинен вести себе достойно. Або — треба діяти таким чином, щоб відповідати своєму становищу та привілеям, з якими ти народився, отримав та/або заробив їх.
Також цей вислів перекладають як: Становище зобов'язує або Походження зобов'язує.

## Походження
Ранній приклад цього поняття в літературі присутній в «Іліаді» Гомера. У книзі XII герой Сарпедон виголошує промову, в якій закликає свого побратима Главка боротися разом з ним у передових лавах в бою. Уривок в англійському перекладі:
'Tis ours, the dignity they give to grace

The first in valour, as the first in place;

That when with wondering eyes our confidential bands

Behold our deeds transcending our commands,

Such, they may cry, deserve the sovereign state,

Whom those that envy dare not imitate!
Переклад українською Бориса Тена:
«Главку, чому над всіма нас в Лікійському краї шанують

Місцем на учтах, і м'ясом найкращим, і келихом повним

Люди усі, і на нас, немов на богів, споглядають?

Маємо й кращий землі ми наділ понад берегом Ксанту

Із виноградником гарним, і ниву, що родить пшеницю.

Тим-то нам першими треба стояти тепер у лікійських

Лавах і сміливо в розпал гарячого кидатись бою,

Щоб говорив про нас кожен з лікіян у кованих латах:

«Ні, не без слави у рідній країні лікійській керують

Наші державці; їдять недаремно овець вони жирних,

Вина медові п'ючи найсолодші, - зате ж бо й велика

Доблесть їх, - завжди-бо в перших лікійських рядах вони б'ються».
Сам же вислів став крилатим у 1836 р., після виходу роману Оноре де Бальзака «Лілея долини» («Le Lys dans la Vallée»). В ньому головна героїня твору дає поради молодому шляхтичу, перед його від'їздом до Парижу, щодо певних стандартів поведінки, а потім підсумовує все сказано фразою: «Все, що я вам сказала, можна було б коротко передати старовинною приказкою: становище зобов'язує!».
Вже 1837 р. цей вираз набуває популярності й поширюється по всій Європі. В німецькій мові він також відомий як «Adel verpflichtet».
Вячеслав Липинський в своїх Листах до братів-хліборобів писав зокрема: «Але шляхетство для нас — це не право на найзручніше демократичне дурисвітство, а обов'язок державної і національної творчости: обов'язок, випливаючий з родинної традиції, з більшої вихованости, з більшої політичної і державної культури. Noblesse oblige — як казало старе гасло предків».
Вислів «Noblesse oblige» є частиною скульптурної композиції в Публічній бібліотеці Лос-Анджелеса.
«Шляхетність зобов'язує» зазвичай використовується для того, щоб підкреслити, що разом з багатством, становищем, владою та престижем також мають бути присутні обов'язки й відповідальність.